# Marché de Gyeongdong
Le marché de Gyeongdong, ou de Kyungdong (hangul : 경동시장 ; hanja : 京東市場 ; romanisation révisée du coréen : Gyeongdong sijang ; romanisation McCune-Reischauer : Kyongtong sichang), est un des plus grands marchés de plantes médicinales et de ginseng de Corée du Sud. Il est situé à Séoul dans l'arrondissement de Dongdaemun-gu (quartier de Jegi-dong).

## Galerie

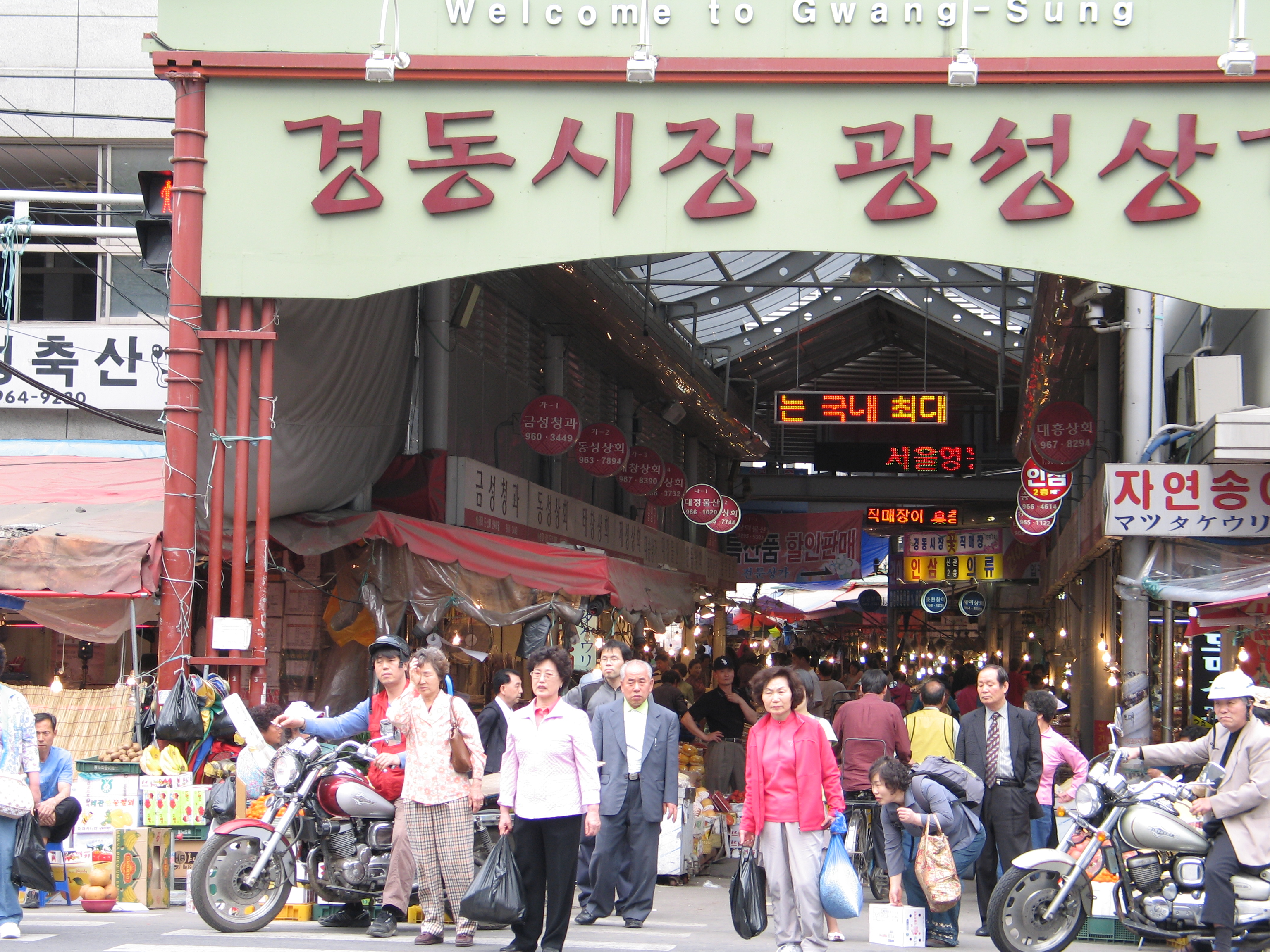
Entrée du marché.
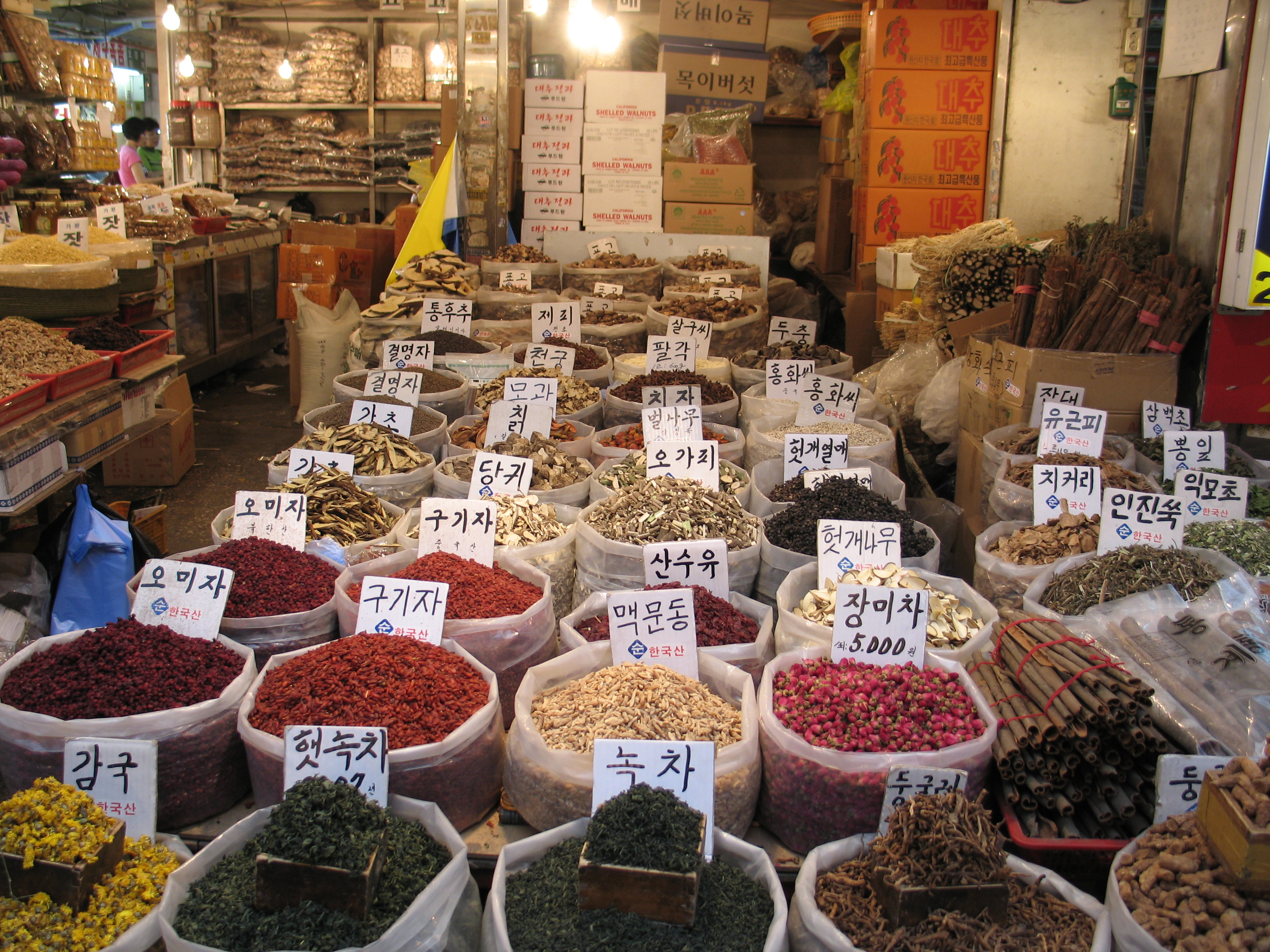
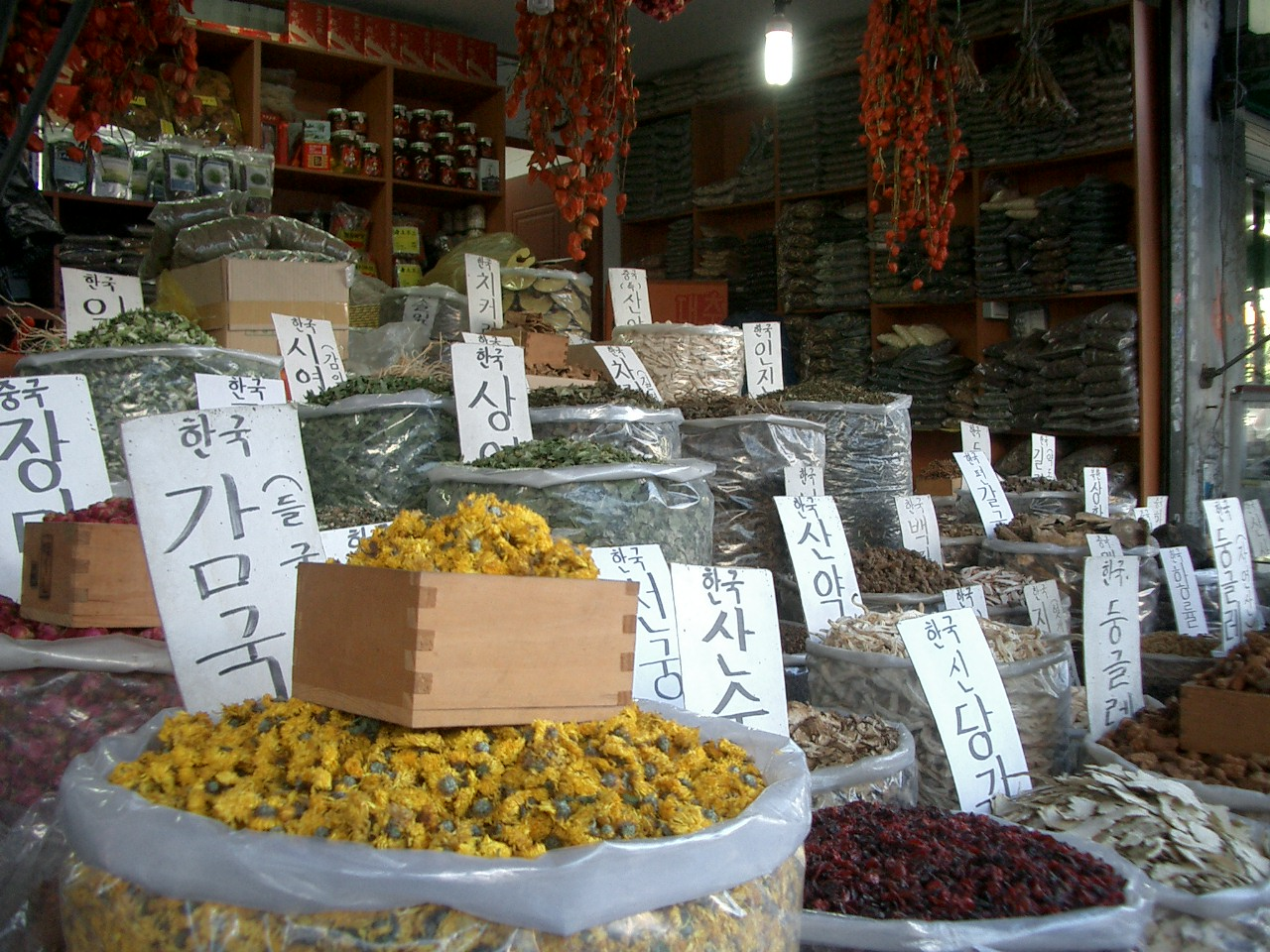
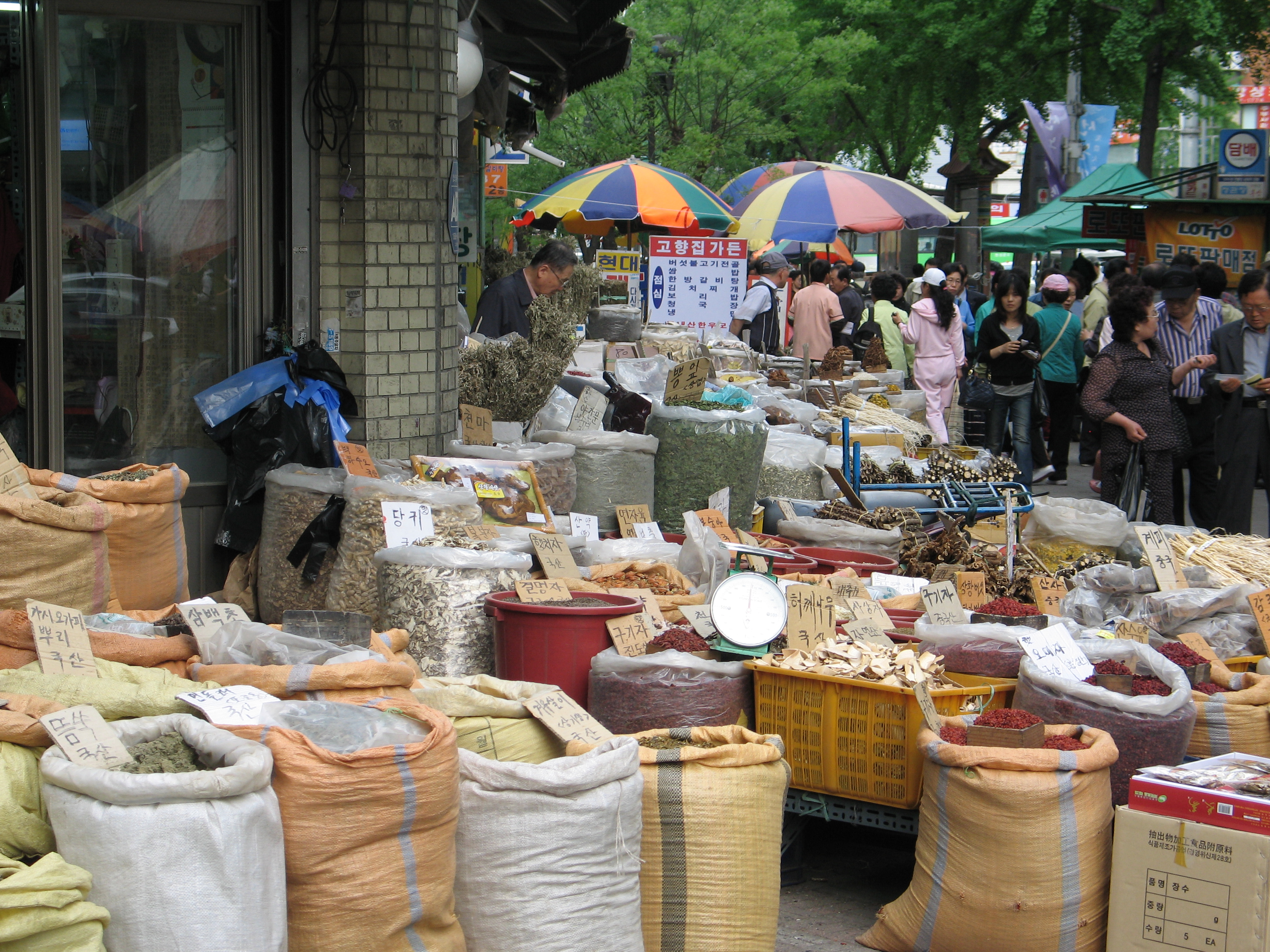